# Gonioryctus arduus
Gonioryctus arduus är en skalbaggsart som beskrevs av Sharp 1908. Gonioryctus arduus ingår i släktet Gonioryctus och familjen glansbaggar. Inga underarter finns listade i Catalogue of Life.